# Frankie Manning
 (mai 2016).
Si vous disposez d'ouvrages ou d'articles de référence ou si vous connaissez des sites web de qualité traitant du thème abordé ici, merci de compléter l'article en donnant les références utiles à sa vérifiabilité et en les liant à la section « Notes et références ».
Pour les articles homonymes, voir Manning.
Frankie Manning est un danseur, instructeur et chorégraphe américain, né le 26 mai 1914 à Jacksonville, en Floride, et mort le 27 avril 2009 à New York. Il est considéré comme l'un des pères fondateurs du lindy hop.

## Biographie

### Débuts
Manning est né en 1914 à Jacksonville. Il s'installe avec sa mère (une danseuse) à Harlem à l'âge de trois ans. Il commence à danser très jeune, puis se met à fréquenter les débuts de soirée pour adolescents au Renaissance Ballroom. Plus tard, il se rend au Savoy, réservé aux meilleurs danseurs. Dans les années 1930, il entre dans le Kat's Corner, un coin de la piste de danse du Savoy où se mêle l'élite des danseurs, au cours de danses improvisées, de démonstrations ou de concours. C'est lors d'un concours de danse en 1935, que Manning et sa partenaire Frieda Washington effectuent le premier air step (acrobatie) à un concours de danse swing contre George Snowden, dit « Shorty », et sa partenaire Big Bea, au Savoy Ballroom : un back to back roll. L'acrobatie est parfaitement effectuée et en musique, sous le regard de plus de 2 000 spectateurs. C'était sur Down South Camp Meeting, joué plus tôt dans la soirée par Chick Webb, mais rejoué pour le concours à la demande de Manning.

### Carrière
En 1935, Herbert White réunit les meilleurs danseurs du Savoy Ballroom dans un ballet professionnel finalement nommé Whitey's Lindy Hoppers. Frankie Manning crée les premières routines de lindy hop et agit de facto en tant que chorégraphe du groupe. La troupe fait de nombreuses tournées ainsi que plusieurs films. Alors qu'il danse avec Whitey's, Manning a aussi comme partenaire Norma Miller (en), connue comme la « Reine du Swing ». Whitey's Lindy Hoppers se dissout lors de la Seconde Guerre mondiale, alors que le nombre de ses danseurs est drastiquement réduit. Après la guerre, en 1947, Manning crée une petite troupe appelée Congaroos. Lorsque Congaroos s'arrête, en 1955, Frankie Manning prend un emploi à l'Administration des postes.

### Le lindy hop
L'hypothèse communément admise veut que le terme lindy hop vient du nom du célèbre aviateur Charles Lindbergh, surnommé Lucky Lindy en 1926. Après son vol en solitaire et sans escale de New York à Paris, il a « sauté » (hopped) l'Atlantique en 1927. George « Shorty » Snowden est alors en train de danser dans un concours marathon au casino de Manhattan à Harlem quand un journaliste lui demande ce qu'il danse. Les unes des journaux titrent alors Lindy hopped the Atlantic, aussi Shorty répondit-il au journaliste : « je fais le lindy hop ».
En 1982, Al Minns, un ancien membre des Whitey's Lindy Hoppers, commence à enseigner le lindy hop au Centre de danse Sandra Cameron, où il forme une nouvelle génération de danseurs de lindy hop. Avant sa mort en 1985, il dit à ses étudiants que Manning, un autre membre toujours vivant des Whitey's Lindy Hoppers, a également vécu à New York.
En 1986, les danseurs Erin Stevens et Steven Mitchell contactent Manning et lui demandent de leur enseigner le lindy hop. Manning refuse un temps, avant de finalement accepter de les rencontrer : il doute qu'une génération beaucoup plus jeune puisse vraiment s'intéresser au swing, voire au lindy hop. Toutefois, Mitchell et Stevens rentrent en Californie et propagent le lindy hop sur la côte Ouest ainsi que dans d'autres régions des États-Unis. Ainsi commence le renouveau du swing. Cette même année, Lennart Westerlund contacte Manning et l'invite en Suède pour travailler avec The Shots Hot Rhythm. Manning s'y rend en 1987 et y retourne chaque année à partir de 1989 pour enseigner au Herräng Camp Dance.

### Dernières années
Après la renaissance des danses swing (dont le lindy hop), vers la fin des années 1980, Manning part enseigner le lindy hop un peu partout dans le monde, apparaissant de temps en temps avec Norma Miller. Parfois, au cours de stages, il revint à des endroits qu'il n'avait plus fréquentés depuis des décennies. Par exemple, Frankie Manning apparut à Melbourne (Australie) en 1939, au Princess Theatre : le renouveau swing (et du swing typique de Melbourne) l'y ramena à nouveau en 2002. C'était sa première visite à Melbourne en 63 ans.
À l'âge de 75 ans, Manning co-chorégraphie la comédie musicale de Broadway Black and Blue, pour laquelle il reçoit un Tony Award 1989. En 2000, le National Endowment for the Arts lui décerne un National Heritage Fellowship.
L'autobiographie de Frankie Manning, L'Ambassadeur du lindy hop, a été écrite en collaboration avec Cynthia R. Millman (éditions Temple University Press, mai 2007). Elle contient une compilation d'histoires sur les débuts de la danse swing, sur les années de Manning se produisant avec Whitey's Lindy Hoppers, ses expériences pendant la Seconde Guerre mondiale, et sa troupe de danse d'après-guerre, le Congaroos. Le livre raconte aussi son expérience de la renaissance de la danse swing qui a commencé au milieu des années 1980, et les deux décennies suivantes.
Dans les décennies 1990 et 2000, les célébrations annuelles de l'anniversaire de Manning rassemblent des danseurs et des professeurs venus du monde entier. Son 80e anniversaire, en 1994, est l'occasion d'un week-end de célébration à New York ; son 85e aboutit à une soirée à guichets fermés au Roseland Ballroom, où une paire de ses chaussures de danse sont placées dans une vitrine auprès de celles de danseurs comme Fred Astaire. Pour son 86e anniversaire, un grand gala a lieu à Tokyo, avec des ateliers animés par Manning lui-même et, comme point culminant des festivités, un orchestre live. Manning attire une foule de Japonais et étrangers expatriés amateurs de swing à cette occasion. Des croisières spéciales sont organisées pour ses 89e et 90e anniversaires de naissance : Manning suit alors sa tradition personnelle consistant à danser avec une femme différente pour chaque année de sa vie, ce qui l'amène à danser à la suite avec respectivement 89 et 90 femmes.
Il meurt à Corona, Queens, New York, le 27 avril 2009. Il est enterré dans le lot Hillcrest du Woodlawn Cemetery, situé dans le Bronx.

### Postérité
Avant sa mort en avril 2009, Manning avait prévu de célébrer son 95e anniversaire en mai 2009 à New York lors d'un événement spécial au cours du Lindy Hop Dance Memorial Day weekend. L'événement, communément dénommé « Frankie Fest » ou « Frankie 95 », se déroule néanmoins en sa mémoire et réunit des danseurs et des professeurs venus de partout dans le monde. En prévision de la manifestation, des groupes de danse publient plus de 160 vidéos de représentations locales de Shim Sham, une danse swing en ligne souvent associée à Manning, ainsi que de nombreuses vidéos d'une chorégraphie de style Savoy spécialement créée pour ses 95 ans par le très respecté danseur de swing et de Lindy Peter Strom. Le dimanche, les participants tentent d'inscrire trois records du monde dans le Livre Guinness des records, dont un pour le plus grand nombre de danseurs de Shim Sham dansant simultanément au même endroit.
Les bénéfices du festival Frankie 95, qui dure cinq jours, servent à créer la Fondation Frankie-Manning.
Le 26 mai 2016, Google lui consacre un doodle

## Filmographie
- 1937 : Un jour aux courses
- 1938 : Radio City Revels
- 1939 : Keep Punching
- 1941 : Hellzapoppin
- 1941 : Hot Chocolates
- 1943 : Jittering Jitterbugs
- 1948 : Killer Diller
- 1992 : Malcolm X : chorégraphie
- 1992 : Stompin' at the Savoy : chorégraphie
- 2000 : Jazz: A Film by Ken Burns (documentaire)
- 2009 : Frankie Manning: Never Stop Swinging[4]